# Carlos Pintado
Carlos Pintado (L'Avana, 1974) è uno scrittore cubano.

## Biografia
Laureato in Lingua e Letteratura inglese nel 1996 presso l'Istituto pedagogico di Pinar del Río, si è trasferito negli Stati Uniti nel 1997.
Nel 2006 ha vinto il premio internazionale di poesia Sant Jordi di Barcellona con il suo libro Autorretrato en azul.
Le sue poesie, racconti e articoli sono stati tradotti in inglese, tedesco, turco, italiano e francese, e sono apparsi in diverse antologie, tra cui: Ante el espejo (poesia latinoamericana, Fundación Inquietud Europea, Madrid, 2008), Adiós (Madrid, 2006), Aldabonazo en Trocadero 162 (Ed. Aduana Vieja, Madrid, 2008), Una voz en el abismo (Perù, 2007), Antología de la poesia cubana del exilio (Aduana Vieja, Madrid, 2011).
Le sue opere sono state pubblicate in diverse nazioni (Spagna, Cuba, Turchia, Messico, Germania, Perù, Argentina e Stati Uniti) su riviste in lingua spagnola, tra cui Blancomóvil,  Enfocarte,  13trenes, Decir del Agua, La Habana elegante,  Baquiana,  Linen magazine,  Arte libertino,  La Zorra y el Cuervo,  Zafra Lit, Revista Encuentro e Parteaguas. Alcuni suoi articoli sono stati pubblicati anche sull'edizione in lingua spagnola della rivista Vogue.
È capo redattore della rivista letteraria La Zorra y el Cuervo (La volpe e il corvo).

## Adattamenti musicali
Nel 2010, l'orchestra South Beach Ensemble ha eseguito in vari stati del nord America il  Quintetto sulle poesie di Carlos Pintado per pianoforte e archi, sotto la direzione della compositrice statunitense Pamela Marshall.
Nel giugno 2011 vi fu la prima mondiale assoluta di Rimas Tropicales, una selezione di poesie di Carlos Pintado eseguita dal San Francisco Girls Chorus, formazione vincitrice di cinque premi Grammy e di vari premi ASCAP e che si è esibita anche alla cerimonia di insediamento del presidente statunitense Barack Obama. I temi musicali sono opera della musicista Tania León, membro dell'Accademia americana delle arti e delle lettere nonché collaboratrice con vari premi Nobel per la letteratura (Wole Soyinka, Derek Walcott) e con vari premi Pulitzer (John Ashbery, Rita Dove).
Sempre nel 2011, presso il Kaufam Center di New York si tenne la prima assoluta di Ídolos del sueño, una selezione delle sue poesie per soprano, clarinetto, violino, violoncello e pianoforte composta da Ileana Pérez-Velázquez ed eseguita dal gruppo Continuum.

## Collaborazioni
Carlos Pintado ha collaborato per il libro La experiencia del exilio: un viaje a la libertad su idea del musicista e produttore cubano Emilio Estefan.
Ha partecipato a diverse presentazioni con il duo musicale Gema y Pavel. Insieme all'attore e scultore Michel Hernández ha realizzato il progetto di fusione tra poesia cultura La invención de los sentidos che fa parte del catalogo Spazio aperto del Centro Culturale Spagnolo di Miami.
Ha collaborato al progetto Free Soul Dance Company di Belma Suazo e Francisco Gattorno.

## Libri pubblicati
- La Seducción del Minotauro  (racconti, 2000)
- El diablo en el Cuerpo  (poesia, 2005)
- Autorretrato en azul  (poesia, 2006)
- Los bosques de Mortefontaine  (poesia, 2007)
- Habitación a oscuras  (poesia, 2007)
- Los Nombres de la noche  (poesia, 2008)
- El azar y los tesoros  (poesia, 2008)
- Rimas Tropicales (cantata dal Coro San Francisco ragazze e musicalized da Tania Leon)
- Sonno Idols "(brano per soprano, clarinetto, violino, violoncello e pianoforte, ha debuttato nel 2011 dal famoso CONTINUUM Kaufam Center di New York).
- Quintet Poesie su Carlos Pintado "(pianoforte e quintetto d'archi guidato dal compositore statunitense Pamela Marshall e interpretato da Michael Andrews Ensemble South Beach Music).
- El unicornio y otros poemas  (Antologia personale, Ed. Ruinas circulares, Argentina, 2011)
- Cuaderno del falso amor impuro  (Madrid, Spagna).